# Reemigranci z Jugosławii
Reemigranci z Jugosławii – ludność pochodzenia polskiego, która wyemigrowała pod koniec XIX i w początku XX wieku na tereny dzisiejszej Bośni i Hercegowiny, a w latach 1946–1947 powróciła do Polski.

## Historia
Do 1945 na obszarze Jugosławii, głównie na terenach dzisiejszej Bośni i Hercegowiny w rejonie miast: Doboj, Derventa i Prnjavor, znajdowało się duże skupisko ludności polskiej. Polacy znaleźli się na tym terenie w początkach XX wieku, jeszcze w czasach monarchii austro-węgierskiej. W lipcu 1945 na zjeździe polonijnym w Prnjavorze zadecydowano o powrocie do Polski. W listopadzie 1946 wyruszyła do Belgradu Polska Misja Repatriacyjna. W krótkim czasie, bo już w styczniu 1946 podpisano z rządem Jugosławii układ o przesiedleniu. Na powrót do Polski zdecydowała się prawie cała społeczność polonijna. Za miejsce osiedlenia wybrano powiat bolesławiecki. To właśnie tu przybyło ponad 90% wszystkich reemigrantów. Garstka trafiła również do powiatów: lwóweckiego, kłodzkiego i wałbrzyskiego.
Do powiatu bolesławieckiego przybyło łącznie (od 28 marca 1946 do 5 listopada 1946) 2930 rodzin, czyli 15 301 osób. W następnym roku na powrót zdecydowały się jeszcze 54 rodziny. Przybycie na teren słabo jeszcze zaludnionego w tym okresie powiatu tak znacznej liczby Polaków z Jugosławii spowodowało, że grupa ta stała się najliczniejszą w regionie. Wśród reemigrantów znalazła się również grupa rdzennych Boszniaków, Chorwatów lub Serbów z małżeństw mieszanych, które zdecydowały się na przyjazd do Polski.
Do dziś w Bolesławcu, jak i w rejonie, widać wpływy kultury bałkańskiej i sentyment wielu byłych reemigrantów do bałkańskich tradycji i zwyczajów. Dla podtrzymania i zaprezentowania tradycji i kultury chorwackiej i serbskiej corocznie w Bolesławcu odbywa się Festiwal Kultury Południowosłowiańskiej.
Od 2011 w Bolesławcu funkcjonuje Stowarzyszenie Reemigrantów z Bośni, ich Potomków oraz Przyjaciół.